# 劉官女子
劉官女子（？—1843年），又曼常在，劉佳氏。內務府满洲正白旗人（属内务府正白旗汉姓满洲旗人）。前任二等侍衞官明之女，東陵总管内务府大臣阿克当阿之孙女。道光帝之官女子。

## 生平
道光十一年 (1831年) 二月初八日，前任二等侍卫官明之女被封为曼常在(亦作滿常在），二月二十九日家族呈上謝恩折。清宮檔案《內務府．敬事房》曾載：「道光十一年四月十一日赏曼常在綉緑緞八元花卉補子一副」，表現曼常在在剛入宮时有一定的寵愛。
不過在該年的十二月初三日，太醫郝進喜請得曼常在脉息浮敷，係內熱受涼，咳嗽風疹之症，以致周身痛癢，咳嗽胸滿，發熱惡寒。道光十三年六月十八日，郝進喜又請得曼常在病在夏月，內傷生冷，外感風寒，乃為暑病。由此可見，曼常在入宮後，身體狀況欠佳，多有病痛。
道光十三年 (1833年) 九月，劉答應之名已出現在檔案中。同年十二月初一日，《敬事房檔》記載總管王具賞主位等銀両、小錁折片二個，隨奉旨：「劉答應不賞，其餘照例賞。欽此。」
道光十五年 (1835年) 二月十四日，劉答應被降為劉官女子。同日晚上，皇后钮祜禄氏因迟奏刘官女子之事，被道光帝当面申饬。翌日，总管郝进喜、王常清等接奉朱笔一件，着他們传谕贵妃以至常在，并传谕乾清宫、圆明园、寿康宫等處总管知曉此事。
劉官女子的吃穿用度與作為宮女的官女子相同，每年宮分分例都為「緞一匹、春綢一匹、宮綢一匹、紗一匹、紡絲一匹、杭細一匹、棉花二斤」，但依然保持作為主位的一些待遇，可以保留在身邊服侍的宮女一人。除此以外，劉官女子門上尚有幾名太監應差。太監高雙祿及「本家服侍之人」王明在劉官女子處每日輪流看伺，夜間坐更，曾有太監「請轎赴惠郡王園子當差，回來因大雪將靴子濕透，就到劉官女子屋內將地踩濕」。同年三月，首領崔慶被鑾儀衛副首領陳百祥誣陷收受劉官女子娘家人給的錢財，被誣陷的太監在口供說：「自二月十四日以後，劉官女子家並未來人給我帶信，也並沒有叫我去要過東西」。
道光二十二年六月十二日酉时去世，死后未被葬入慕東陵。

## 家族
劉官女子的祖父阿克當阿任兩淮鹽政十餘年，「人稱為阿財神，過客之酬應，至少無減五百金者，交遊遍天下」，據稱其所藏書籍字畫值三十萬金，金玉珠玩值二三十萬，花卉、食器、几案值十萬，衣裘、車馬值三十萬，僮僕以百計，幕友以數十計，可見劉官女子家境富裕。
- 七世祖：劉思舜。“劉思舜，正白旗包衣旗鼓人，世居瀋陽地方，來歸年分無考。其子劉天寵原任遊擊。曽孫劉嗣興原任司庫”（载《八旗滿洲氏族通譜》卷76）。[15]。
- 五世祖：劉煥。
- 高祖父：劉嗣興，原任司庫[15]。
- 曾祖父：七十八。
- 祖父：阿克當阿（字厚庵，1755-1822），由內務府筆帖式入仕，累任内务府郎中，粵海關、淮安關、九江關監督，护军统领，嘉庆十三年（1808）兩淮鹽政（达12年），總管內務府大臣，鑲白旗蒙古副都統，兵部、工部侍郎，東陵總管內務府大臣等職，曾管理造辦處、暢春園、雍和宮、咸安宮等處事務，道光二年去世。監修嘉慶版《重修扬州府志》，监刊《钦定全唐文》（嘉慶二十四年（1819）揚州官本）。
- 繼祖母：爱新觉罗氏，道光二十四年（1844年）病故[16]。
- 父：官明，嘉慶十一年蒙恩挑賞藍翎侍衛[17]，後為二等侍衞。
- 叔父：松龄，内务府慎刑司主事，嘉慶十一年蒙恩挑賞柏唐阿，後為慎刑司主事。道光二十七年（1847年）病故[18]。
- 姑母：和碩鄭慎親王烏爾恭阿第六子肅順之嫡妻[19] 。
- 妹：道光二十年 (1840年) ，参选內務府選秀，但落選。
- 堂妹：叔父松齡之女，内务府正黄旗满洲、咸豐二年進士永順之繼妻。
- 堂弟：多山，内务府都虞司主事、多茗，内务府广储司笔帖式。